# Sam Gold
Sam Gold (New York, 1978) è un regista statunitense.

## Biografia
Dopo aver studiato letteratura inglese all'Università Cornell e regia alla Juilliard School, ha fatto il suo debutto nell'Off Broadway, dirigendo diverse nuove opere teatrali. Nel 2008 ha iniziato un proficuo sodalizio artistico con la drammaturga Annie Baker, di cui ha diretto le prime assolute delle sue opera Circle Mirror Transformation (2009), The Aliens (2010), The Flick (2013), John (2015) e il suo adattamento di Zio Vania. Nel 2011 fece il suo debutto a Broadway come regista di Seminar con Alan Rickman, mentre nel 2013 diresse sempre a Broadway un revival del dramma Premio Pulitzer Picnic con Sebastian Stan. Nello stesso anno diresse la prima produzione del musical Fun Home nell'Off Broadway; il grande successo dello show spinse i produttori a riproporlo a Broadway nel 2015, quando Fun Home vinse il Tony Award al miglior musical e Gold il Tony Award alla miglior regia di un musical. Oltre a lavorare ad opere moderne, Gold ha anche diretto classici shakespeariani, tra cui Otello con David Oyelowo e Daniel Craig nell'Off Broadway nel 2016; a Broadway, invece, ha diretto Re Lear con Glenda Jackson (2019), Macbeth con Daniel Craig e Ruth Negga (2022) e Romeo e Giulietta con Kit Connor e Rachel Zegler (2024).
Dal 2011 è sposato con la drammaturga Amy Herzog.

## Filmografia

### Televisione
- The Affair - Una relazione pericolosa - serie TV, 1 episodio (2018)